# Bela Klentze
 (octobre 2018).
Si vous disposez d'ouvrages ou d'articles de référence ou si vous connaissez des sites web de qualité traitant du thème abordé ici, merci de compléter l'article en donnant les références utiles à sa vérifiabilité et en les liant à la section « Notes et références ».
Bela Klentze, né le 25 juillet 1988, est un acteur et doubleur allemand.

## Biographie
Bela Klentze est le fils du musicien de jazz Thorsten Klentze et a grandi à Munich. À l'âge de neuf ans, il a fait ses premières armes comme mannequin pour enfants. À l'âge de onze ans, il a joué le rôle d'un voleur dans l'épisode de la scène de crime Kleine Diebe. Il a également fait de courtes apparitions en tant qu'acteur, entre autres dans le film de Caroline Link Nirgendwo in Afrika, basé sur un roman de Stefanie Zweig en 2001 et qui a remporté l'Oscar du meilleur film en langue étrangère en 2003.
Parallèlement à sa formation d'acteur à l'International School for Acting, il devient le visage de la chaîne allemande Disney Channel à l'âge de 16 ans. Il a joué le rôle principal dans la sitcom Kurze Pause et a également tourné aux États-Unis. De 2008 à 2009, il a joué le rôle de Theo Landmann dans la telenovela Wege zum Glück. Depuis 2005, il travaille également comme acteur de théâtre. Après plusieurs apparitions dans le film historique en deux parties Gottes mächtige Dienerin et le téléfilm Faktor 8, il est apparu dans le feuilleton Unter uns. Il a tenu ce rôle pendant trois ans, puis a démissionné. En 2011, il a été nommé pour ce rôle en tant que meilleur nouveau venu au German Soap Award. Depuis 2016, il joue le rôle de Ronny Bergmann dans le feuilleton Alles was zählt.
En mars 2012, Bella Klentze a présenté The Dome avec Collien Ulmen-Fernandes. Depuis 2014, il travaille également à nouveau comme artiste de doublage. Jusqu'en avril 2016, il a fait une tournée en Allemagne avec la chanteuse germano-brésilienne Fernanda Brandão avec la pièce Ein Apartment zu drittes. En mars 2018, il participe à la 11ème saison de l'émission Let's Dance sur RTL avec la danseuse roumano-allemande Oana Nechiti.

## Filmographie
- 2006-2008 : Kurze Pause
- 2009 : Facteur 8 : Alerte en plein ciel[2]
- 2011 : God's mighty servant de Marcus O. Rosenmüller[3]
- 2006-2018 : Le Rêve de Diana

## Théâtre
- 2005 : Le songe d'une nuit d'été - Réalisateur : Bernd Dechamps - Théâtre ISSA , Munich
- 2006 : Femmes, guerre, comédie - Réalisateur : Michael W. Stallknecht - Théâtre, Munich
- 2007 : Lost Liebesmüh - Rôle principal: Longaville - Réalisateur : Frank Schröder - Théâtre ISSA, Munich
- 2008 : Dans le Rössl blanc - rôle principal : Settlers - Réalisateur : Ulf Lehner - Bürgerhaus Pullach
- 2008 : The Bassariden - Réalisateur : Christof Loy - Opéra d'État de Munich
- 2016 : Un appartement pour trois - rôle principal : Tracy - Réalisateur : Thomas Rohmer